# Башакшехир Фатих Терим
Башакшехир Фатих Терим (на турски: Başakşehir Fatih Terim Stadyumu) е футболен стадион в район Башакшехир в Истанбул, Турция. Стадионът е кръстен на турския футболист и мениджър Фатих Терим.
Отворен официално за публика на 26 юли 2014 г., стадиона има капацитет от 17 156 зрители. Това е настоящият дом на ФК Истанбул Башакшехир, който играе в Суперлигата.
Изграждането на стадиона е завършено за около 16 месеца и струва ₺178 милиона.
ФК Карабах играе домакинските си мачове от груповата фаза на Лига Европа през сезон 2020–21 на стадиона вместо на техния редовен домакински стадион – Републикански стадион Тофик Бахрамов в Баку поради конфликта в Нагорни Карабах през 2020 г.